# Most-Híd 2023
Most-Híd 2023 je slovensko-maďarská liberálně konzervativní politická strana působící na Slovensku. Předsedou strany je László Sólymos.

## Historie

### Strana regionů Slovenska a Strana živnostníků Slovenska
Strana byla zaregistrována na Ministerstvu vnitra SR 14. června 2004 pod původním názvem Strana regionů Slovenska. Prvním předsedou strany se stal Róbert Glück, jeden ze zakladatelů SOP a spolupracovník bývalého prezidenta Rudolfa Schustera. Po jeho smrti byla strana několik let bez předsedy a v roce 2007 se stal předsedou Vladimír Ponický. V roce 2011 strana opět změnila vedení i název. Předsedou strany již pod novým názvem Strana živnostníků Slovenska se stal Vladimír Krivjaník. Zatím poslední změna názvu strany byla na ministerstvu vnitra zaregistrována 9. října 2013, odkdy strana působila pod názvem Maďarská kresťanskodemokratická aliancia.

### Maďarská křesťanskodemokratická aliance
První informace o snaze založit novou maďarskou stranu s názvem Maďarská kresťanskodemokratická aliancia se objevily v říjnu 2012, kdy její zakladatelé Csaba Fehér a János Sárközi oznámili, že začínají sbírat podpisy občanů, kteří souhlasí se vznikem strany. V březnu 2013 oba potvrdili, že mají shromážděných již přes 5 000 podpisů. Nakonec strana vznikla potichu i bez podpisů 9. října 2013, když byla v rejstříku stran ministerstva vnitra zaregistrována změna názvu strany Strana živnostníků Slovenska a také byla zaregistrována změna předsedy.

### Most-Híd 2023
Současný název strana nese od května 2023, kdy došlo ve straně SZÖVETSÉG–ALIANCIA k odchodu bývalých členů strany Most-Híd, která se sloučila s Aliancií. Bývalé vedení Aliancie pod vedením současného předsedy strany Lászla Sólymose převzalo MKDA a přejmenovalo ji na Most-Híd 2023.
V parlamentních volbách v roce 2023 členové strany kandidovali na kandidátce strany Modrí – Európske Slovensko, která se jako kvazikoalice přejmenovala na Modrí, Most-Híd a obdržela 0,26 % hlasů.
V prezidentských volbách v roce 2024 strana podporovala diplomata a bývalého ministra zahraničních věcí Ivana Korčoka.

## Předsedové strany
- 2004 - 2005: Róbert Glück
- 2005 - 2007: strana byla bez předsedy
- 2007 - 2011: Vladimír Ponický
- 2011 - 2013: Vladimír Krivjaník
- 2013 - 2023: Csaba Fehér
- 2023 - současnost: László Sólymos

## Volební výsledky

### Parlamentní volby
| Volby | Počet hlasů | Hlasy v % | Mandátů | Postavení       |
| ----- | ----------- | --------- | ------- | --------------- |
| 2012  | 3 963       | 0,15      | 0       | Mimoparlamentní |
| 2016  | 2 426       | 0,09      | 0       | Mimoparlamentní |

#### Volby do Evropského parlamentu
| Volby | Počet hlasů | Hlasy v % | Mandátů | Politická strana |
| ----- | ----------- | --------- | ------- | ---------------- |
| 2014  | 1 170       | 0,20      | 0       | EFA              |
| 2019  | 2 270       | 0,23      | 0       | EFA              |